# أنديرس مولر كريستنسن
أنديرس مولر كريستنسن (بالدنماركية: Anders Møller Christensen)‏ (26 يوليو 1977 بالدنمارك - ) هو لاعب كرة قدم دانمركي في مركز الدفاع. شارك مع منتخب الدنمارك لكرة القدم. أما مع النوادي، فقد لعب مع نادي أودنسه ونادي إيسبيرغ ونادي غينت ونادي نايستفيد وFC Roskilde ‏.

## وصلات خارجية
- أنديرس مولر كريستنسن على موقع الاتحاد الدولي (مؤرشف)  (الإنجليزية)
- أنديرس مولر كريستنسن على موقع قاعدة بيانات كرة القدم.إي يو (الإنجليزية)
- أنديرس مولر كريستنسن على موقع ناشيونال فوتبول تيمز (الإنجليزية)
- أنديرس مولر كريستنسن على موقع Soccerway.com (الإنجليزية)